# Mirosław Dec
Mirosław Dec (ur. 23 marca 1977) – polski lekkoatleta, kulomiot.
Medalista mistrzostw Polski. 11. zawodnik młodzieżowych mistrzostw Europy (Göteborg 1999). Zawodnik AZS AWF Katowice.

## Rekordy życiowe
- pchnięcie kulą – 18,60 (1999)